# Jana Lauren
Jana Lauren (* 28. Juni 1970 in Berlin) ist eine ehemalige deutsche Leichtathletin, die sich auf den Diskuswurf spezialisiert hatte.

## Sportliche Karriere
Jana Lauren startete bis 1990 für den TSC Berlin und dann bis 1994 für den Nachfolgeverein Berliner TSC. Ab 1995 war sie beim SC Charlottenburg. Ihre beste Platzierung bei Deutschen Meisterschaften war der zweite Platz 1997 hinter Franka Dietzsch, 1994 war sie Dritte.
1989 nahm Lauren für die DDR an den Junioreneuropameisterschaften in Varaždin teil und wurde Zweite hinter ihrer Landsfrau Astrid Kumbernuss. Am 18. Juni 1989 gelang Lauren in Karl-Marx-Stadt mit 66,30 Meter der weiteste Wurf ihrer Karriere.
Jana Lauren trat zwischen 1991 und 1995 bei fünf Wettkämpfen im deutschen Nationaltrikot an. 1994 bei den Europameisterschaften in Helsinki erreichte sie mit 60,44 Meter den sechsten Platz und war damit hinter der Europameisterin Ilke Wyludda zweitbeste deutsche Werferin. Im Jahr darauf bei den Weltmeisterschaften in Göteborg schied Lauren mit 59,56 Meter als 13. der Qualifikation aus. Ihr fehlten 22 Zentimeter auf die zwölftplatzierte Franka Dietzsch.